# Nissin Foods
Nissin Food Products Co., Ltd. – japońska firma spożywcza założona w 1958 roku. Jej siedziba znajduje się w Tokio.